# باناجيتوس كونيه

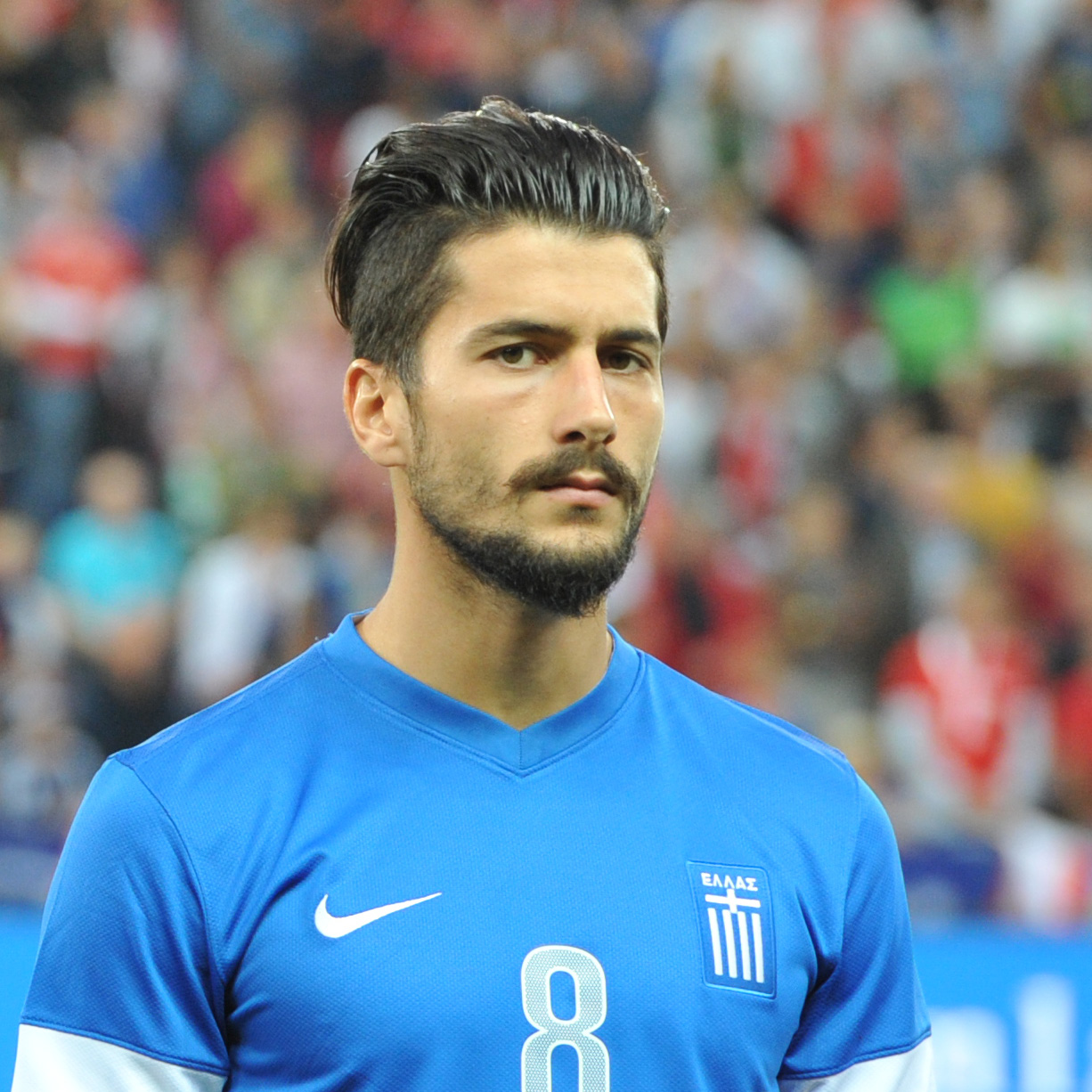
باناجيوتيس كونيه

باناجيوتيس جورجيوس كونيه (باليونانية: Παναγιώτης Γεώργιος Κονέ)‏ (مواليد 26 يوليو 1987 في تيرانا - ألبانيا) لاعب كرة قدم يوناني يلعب حاليا لصالح نادي الدرجة الأولى بولونيا الإيطالي منذ 2011 في مركز الوسط المهاجم كما يجيد اللعب في مركز الجناح.

## روابط خارجية
- باناجيتوس كونيه على موقع الاتحاد الدولي (مؤرشف)  (الإنجليزية)
- باناجيتوس كونيه على موقع الاتحاد الأوربي (الإنجليزية)
- باناجيتوس كونيه على موقع قاعدة بيانات كرة القدم.إي يو (الإنجليزية)
- باناجيتوس كونيه على موقع ناشيونال فوتبول تيمز (الإنجليزية)
- باناجيتوس كونيه على موقع Soccerway.com (الإنجليزية)
- باناجيتوس كونيه على موقع عالم كرة القدم.نت (الإنجليزية)
- باناجيتوس كونيه على موقع AS.com (الإسبانية)